# Polyrhachis scissa
Polyrhachis scissa é uma espécie de formiga do gênero Polyrhachis, pertencente à subfamília Formicinae.